# Суйга (село)
Суйга — село в Молчановском районе Томской области. Административный центр и единственный населенный пункт Суйгинского сельского поселения.

## География
Село расположено на реке Суйга, недалеко от места её впадения в Чулым, в 117 км от районного центра села Молчаново.

## История
Суйга возникла в 1928 году как посёлок ссыльных, который входил в Могочинскую лесную комендатуру.

## Население
| 2002 | 2008 | 2010 | 2012 | 2013 | 2014 | 2015 |
| ---- | ---- | ---- | ---- | ---- | ---- | ---- |
| 824  | ↘770 | ↘690 | ↘676 | ↗695 | ↘672 | ↗674 |
| 2016 | 2017 | 2018 | 2019 | 2020 | 2021 |      |
| ↘654 | ↘634 | ↘605 | ↘587 | ↘576 | ↘568 |      |

## Экономика
В настоящее время основным источником доходов большинства жителей поселка является заготовка дикоросов. В период с июня по сентябрь жители собирают грибы, ягоды и орехи в окружающих лесных угодьях и сдают в приемных пунктах. Во многих семьях этот сезонный заработок приносит большую часть доходов.
Подавляющее большинство жителей поселка являются безработными в связи с резким сокращением лесозаготовок в последние годы. Пенсии и социальные пособия для многих семей — почти единственный доход. Цены на продовольственные товары в селе выше по сравнению с ценами на продукты в других поселках Молчановского района из-за транспортных расходов.

## Селькупское название
Деревня названа по реке Суйга — Сӱ̄й Кы, что переводится с чулымского диалекта селькупского языка как "змеиная река" (сӱ̄ — змея).